# Orthokarstenia
Orthokarstenia es un género de foraminífero bentónico de la subfamilia Tubulogenerininae, de la familia Siphogenerinoididae, de la superfamilia Buliminoidea, del suborden Buliminina y del orden Buliminida. Su especie tipo es Orthocerina ewaldi. Su rango cronoestratigráfico abarca desde el Turoniense hasta el Maastrichtiense (Cretácico superior).

## Discusión
Clasificaciones previas incluían Orthokarstenia en el suborden Rotaliina del orden Rotaliida.

## Clasificación
Orthokarstenia incluye a las siguientes especies:
- Orthokarstenia applinae †
- Orthokarstenia castelaini †
- Orthokarstenia cretacea †
- Orthokarstenia eleganta †
- Orthokarstenia elegantiformis †
- Orthokarstenia esnehensis †
- Orthokarstenia ewaldi †
- Orthokarstenia jordanica †
- Orthokarstenia levis †
- Orthokarstenia oveyi †
- Orthokarstenia shastaensis †